# Cugand-la-Bernardière
Cugand-la-Bernardière  est une commune du Centre-Ouest de la France, située dans le département de la Vendée et la région des Pays-de-la-Loire.
Bénéficiant du statut de commune nouvelle, elle résulte de la fusion des communes de La Bernardière et de Cugand survenue le 1er janvier 2025. Ces dernières sont depuis cette date des communes déléguées.

## Histoire
La commune est créée le 1er janvier 2025 à la suite d’un arrêté préfectoral du 2 juin 2024 par la fusion des communes de La Bernardière et de Cugand. Le chef-lieu de la commune nouvelle est fixé à la mairie de l’ancienne commune de Cugand.

## Politique et administration
Jusqu'aux prochaines élections municipales, le conseil municipal de la commune nouvelle est constitué de l’ensemble des membres en exercice des conseils municipaux des deux communes fondatrices.

### Liste des maires
| Période         | Période                      | Identité       | Étiquette | Qualité                      |
| --------------- | ---------------------------- | -------------- | --------- | ---------------------------- |
| 6 janvier 2025, | En cours (au 6 janvier 2025) | Claude Durand, |           | Cadre bancaire à la retraite |

### Communes déléguées
| Nom            | Code Insee | Intercommunalité   | Superficie (km2) | Population (dernière pop. légale) | Densité (hab./km2) |
| -------------- | ---------- | ------------------ | ---------------- | --------------------------------- | ------------------ |
| Cugand (siège) | 85076      | Terres-de-Montaigu | 13,47            | 3 746 (2022)                      | 278                |
| La Bernardière | 85021      | Terres-de-Montaigu | 14,3             | 1 913 (2022)                      | 134                |

## Population et société

### Démographie
L'évolution du nombre d'habitants est connue à travers les recensements de la population effectués dans la commune depuis sa création.

En 2022, la commune comptait 5 659 habitants.
| 2021  | 2022  |
| ----- | ----- |
| 5 565 | 5 659 |